# Samsung Galaxy Tab S6
Das Samsung Galaxy Tab S6 und dessen Modellreihe sind Android-basierte Tablet-Computer, die von Samsung Electronics entwickelt wurden. Das Galaxy Tab S6 wurde am 31. Juli 2019 vorgestellt, das Tab S6 5G am 29. Januar 2020, das Tab S6 Lite am 2. April 2020, das Tab S6 Lite 2022 am 14. Mai 2022 und das Tab S6 Lite 2024 am 26. März 2024.

## Design
Das Gehäuse des Samsung Galaxy Tab S6 besteht aus Aluminium, die Rückseite ist aus Kunststoff gefertigt. Das Tablet verfügt über Stereo-Lautsprecher (AKG). Beim S6 gibt es die Farben Mountain Gray, Cloud Blue und Rose Blush. Die 5G-Version ist nur in Mountain Gray erhältlich. Die S6 Lite-Reihe gibt es in Chiffon Pink, Angora Blue und Oxford Gray.

## Technische Daten

### Hardware
Das Galaxy Tab S6 verwendet einen Qualcomm Snapdragon 855 (beim 5G: 855+), während im Tab S6 Lite (2020) ein Exynos 9611, im Tab S6 Lite 2022 ein Snapdragon 720G/732G und im Tab S6 Lite 2024 ein Exynos 1280 eingebaut ist.
Alle Modelle haben einen 7040-mAh-Akku, unterstützen Schnellladen bis 15 W und sind ab Werk mit einem S Pen kompatibel.
Das S6-Display misst 10,5 Zoll (Super AMOLED, 2560×1600 px, 16:10), das S6 Lite (2020, 2022 & 2024) 10,3 Zoll (TFT LCD, 2000×1200 px, 5:3).

### Kameras
Das Tab S6 besitzt eine Dual-Hauptkamera (13 MP Weitwinkel, 5 MP Ultraweitwinkel), das Tab S6 Lite eine 8-MP-Hauptkamera.

### Software
Das S6 und das S6 5G wurden mit Android 9.0 Pie und One UI 1.5 ausgeliefert und sind bis Android 12 aktualisierbar. Das S6 Lite begann mit Android 10 (One UI 2.1) und ist bis Android 13 (One UI 5.1.1) aktualisierbar. Die 2022er/2024er Lite-Modelle starteten direkt mit Android 12/14.
Alle Modelle unterstützen Samsung DeX.